# Cerambycinae
Die Cerambycinae sind eine Unterfamilie der Bockkäfer (Cerambycidae). Mit mehr als 11.000 Arten aus über 1.700 Gattungen ist es nach den Weberböcken (Lamiinae) die zweitartenreichste Unterfamilie. Die Cerambycinae sind weltweit verbreitet.

## Merkmale
Die imaginalen Käfer können nicht an eindeutigen Merkmalen von Arten anderer Unterfamilien unterschieden werden. Typisch ist aber die Morphologie der Larven.

### Imagines
Cerambycinae sind überwiegend langgestreckte, schlanke Käfer. Sie sind in der Körpergröße extrem variabel, mit Körperlänge zwischen 2,5 und 90 Millimeter.
Der Kopf ist vorgestreckt (prognath) bis mehr oder weniger stark geneigt. Hinter den Komplexaugen kann er abrupt verschmälert oder in längere Schläfen verlängert sein. Eine rüsselförmige Verlängerung des Vorderkopfs (wie bei vielen Lepturinae) oder eine halsförmige Abschnürung des Hinterkopf nach den Schläfen sind nur selten ausgeprägt. Die Komplexaugen sind variabel manchmal oval, meist aber nierenförmig, aber nur selten ganz geteilt. Die Antennen inserieren ebenfalls variabel, aber nur selten stark genähert zur Einlenkung der Mandibeln, oft ist diese mit der Fühlerbasis durch eine markante Leiste oder Kante verbunden. Die Antennen sind in der Regel, wie typisch für die Bockkäfer, elfgliedrig, es kommen aber Arten mit mehr Fühlersegmenten vor. Sie sind in der Regel sehr lang, aber ihr zweites Glied fast immer verkürzt. Der vordere Abschnitt des Clypeus (Anteclypeus) ist fast immer kurz, das Labrum frei, aber schmal, oft in der Mitte eingebuchtet. Die Mandibeln sind von normaler Länge, mit oder ohne eine Haarleiste entlang der Schneidekante, eine Reibefläche (Molarregion) fehlt immer. Die Spitze beider Tasterpaare (Palpen) ist fast immer an der Spitze (Apex) abgestumpft, gelegentlich stark verbreitert.
Das Pronotum kann an den Seiten Zähnchen oder Höcker tragen, selten besitzt es (bei stark abgeflachten Arten) eine seitliche Kante (wie typisch für Prioninae und Parandrinae). Die Vorderhüften (Procoxae) sind verschieden, oft kugelig, nur selten quer oder zapfenförmig verlängert. Die Füße (Tarsen) sind fast immer „pseudotetramer“, d. h. scheinbar viergliedrig, indem das vierte Glied stark verkleinert und in einen Aussparung des großen zweilappigen dritten Glieds verborgen ist. Das dritte Glied, meist auch die übrigen außer dem vierten, tragen in der Regel Haftpolster zum Festhalten an glatten Oberflächen. Der Ovipositor der Weibchen ist in der Regel verlängert, aber nur schwach sklerotisiert, mit zwei Anhängen (Styli) im apikalen Teil. Fast alle Arten sind flugfähig mit vollständig ausgebildeten Hinterflügeln, bei einigen Gattungen sind aber die Flügeldecken (Elytren) mehr oder weniger stark verkürzt, so dass die Hinterflügel teilweise frei liegen.
Die mitteleuropäischen Arten können an der Kombination folgender Merkmale unterschieden werden: Pseudotetramere Tarsen (unterscheidet von den meisten Spondylidinae und Parandrinae), Kopf vorgestreckt oder geneigt, nie senkrecht, letztes Glied der Kiefertaster abgestutzt (unterscheidet von Lamiinae), Seitenrand des Halsschilds ungekielt, Vorderhüften nicht quer, meist kugelig (unterscheidet von Prioninae), zweites Fühlerglied weniger als halb so lang wie das dritte, meist nur ringförmig (unterscheidet von den übrigen Spondylidinae).

### Larven
Die Larven der Cerambycinae sind im Querschnitt zylindrisch bis wenig abgeflacht. Stark abgeflachte Formen (typisch für Arten, die unter der Rinde leben) kommen nicht vor. Ihr Kopf ist tief in den Rumpfabschnitt zurückgezogen und im hinteren Teil hell gefärbt, gelegentlich mit dunklen Flecken. Sein Clypeus ist nach vorn hin meist abrupt stark verschmälert, so dass bei Blick von oben die Mandibeln frei liegen. Larvenaugen (Stemmata) können vorhanden sein oder fehlen. Die Antennen sind fast immer dreigliedrig (selten sind Glieder miteinander verschmolzen) und in der Regel mäßig lang. Charakteristisch ist der Bau der Mandibeln. Diese sind vorn abgerundet, ohne Zähne, innen ausgehöhlt mit einer messerscharfen oberen Kante, die untere Schneidekante ist hingegen rückgebildet. Die Maxillen und das Labium sind zu einem Labiomaxillarkomplex verwachsen, der Cardo der Maxillen meist beweglich und vergrößert. Die Maxillarpalpen sind drei-, selten zweigliedrig.

## Biologie und Lebensweise
Die Larven der Cerambycinae sind überwiegend spezialisiert auf das Leben in hartem, trockenem Totholz, nahezu alle Bockkäfer mit dieser Lebensweise gehören dieser Unterfamilie an. Andere Arten kommen aber auch in lebenden Bäumen vor, nur wenige auch in krautigen Arten. Arten, die in stark zersetztem, totfaulen Totholz oder im Boden leben würden, fehlen ganz.
Die Lebensweise der adulten, imaginalen Käfer ist extrem divers. Es kommen sowohl nacht- wie tagaktive Arten vor, diese oft auffallend gefärbt. Viele Arten sind als Blütenbesucher bekannt. Viele Arten nehmen als Imagines gar keine Nahrung mehr auf. Imaginale Käfer leben, je nachdem ob sie Nahrung aufnehmen, von etwa einer Woche bis hin zu einigen Monaten.
Bei vielen Arten der Cerambycinae wurden Pheromone nachgewiesen, mit denen die Männchen Weibchen anlocken. Die Paarung findet auf dem Nährsubstrat der Larven (Holz) oder demjenigen der Käfer, oft Blüten, statt. Für die Eiablage wählen die Weibchen oft nicht nur besondere Baumarten, sondern auch Holz bestimmten Alters und nach anderen Faktoren gezielt aus. Die Eiablage erfolgt auf die Oberfläche oder in Löcher und Spalten bzw. unter abgelöste Rinde. Jedes Weibchen kann Dutzende bis Hunderte Eier ablegen. Die Entwicklungsdauer der Larven reicht von ein bis vier Jahre.

## Ökonomische Bedeutung
Da die Larven vieler Arten festes, trockenes Holz bevorzugen, finden sich in der Unterfamilie viele Materialschädlinge. Bedeutendste schädliche Art der Cerambycinae in Mitteleuropa ist der Hausbock (Hylotrupes bajulus), der sich in totem Nadelholz entwickelt und dabei auch verbautes Holz, etwa in Dachstühlen, gern annimmt. Andere Arten, die sich in lebenden Bäumen entwickeln, gelten als Forstschädlinge.

## Phylogenie und Systematik
Innerhalb der Bockkäfer nächstverwandt und vermutliche Schwestergruppe sind die Dorcasominae. In einer phylogenomischen Untersuchung 2018 konnte die enge Beziehung zu den Dorcasominae bestätigt werden (getestet nur Gattung Dorcasomus), die Monophylie war aber nicht gesichert.
Die Cerambycinae umfassen mit mehr als 11.000 Arten schon etwa ein Drittel aller Bockkäfer, zusammen mit den noch artenreicheren Lamiinae sind es etwa neunzig Prozent aller Arten. Artenreichste Gattung ist die ostasiatische Gattung Demonax (Clytini) mit etwa 380 Arten.

### Triben
Die folgende Auflistung der Triben folgt dem Katalog von Yves Bousquet und Kollegen. Die Abgrenzung der Triben ist zum Teil noch umstritten, so dass einige Autoren mehr, oder weniger, Triben anerkennen als hier gelistet. Zusätzlich sind mit dem Kürzel EU diejenigen Triben markiert, die nach der Checkliste von Mikhail L. Danilevsky europäische Arten enthalten.
1. Achrysonini Lacordaire, 1868 EU
2. Agallissini Leconte, 1873
3. Alanizini di Iorio, 2003
4. Anaglyptini Lacordaire, 1868 EU
5. Aphanasiini Lacordaire, 1868
6. Aphneopini Lacordaire, 1868
7. Auxesini Lepesme and Breuning, 1952
8. Basipterini Fragoso et al., 1987
9. Bimiini Lacordaire, 1868
10. Bothriospilini Lane, 1950
11. Brachypteromini Sama, 2008 EU
12. Callichromatini Swainson and Shuckard, 1840 EU
13. Callidiini Kirby, 1837 EU
14. Callidiopini Lacordaire, 1868 EU
15. Cerambycini Latreille, 1802 EU
16. Certallini Fairmaire, 1864 EU
17. Chlidonini Waterhouse, 1879
18. Clytini Mulsant, 1839 EU
19. Compsocerini Thomson, 1864
20. Coptommatini Lacordaire, 1869
21. Curiini Leconte, 1873
22. Deilini Fairmaire, 1864 EU
23. Dejanirini Lacordaire, 1868
24. Diorini Lane, 1950
25. Distichocerini Pascoe, 1868
26. Dodecosini Aurivillius, 1912
27. Dryobiini Arnett, 1962
28. Eburiini Blanchard, 1845
29. Ectenessini Martins, 1998
30. Elaphidiini Thomson, 1864
31. Eligmodermini Lacordaire, 1868
32. Erlandiini Aurivillius, 1912
33. Eroschemini Lacordaire, 1868
34. Eumichthini Linsley, 1940
35. Gahaniini Quentin and Villiers, 1969
36. Glaucytini Lacordaire, 1868
37. Graciliini Mulsant, 1839 EU
38. Hesperophanini Mulsant, 1839 EU
39. Hesthesini Pascoe, 1868
40. Heteropsini Lacordaire, 1869 EU
41. Holopleurini Chemsak and Linsley, 1974
42. Holopterini Lacordaire, 1868
43. Hyboderini Linsley, 1940
44. Hylotrupini Zagajkevich, 1991 EU
45. Ibidionini Thomson, 1861
46. Ideratini Martins and Napp, 2009
47. Lissonotini Swainson and Shuckard, 1840
48. Lygrini Sama, 2008
49. Macronini Lacordaire, 1868
50. Megacoelini Quentin and Villiers, 1969
51. Methiini Thomson, 1860
52. Molorchini Gistel, 1848 EU
53. Mythodini Lacordaire, 1868
54. Necydalopsini Lacordaire, 1868
55. Neostenini Lacordaire, 1868
56. Obriini Mulsant, 1839 EU
57. Ochyrini Pascoe, 1871
58. Oedenoderini Aurivillius, 1912
59. Oemini Lacordaire, 1868
60. Opsimini Leconte, 1873
61. Paraholopterini Martins, 1997
62. Phalotini Lacordaire, 1868
63. Phlyctaenodini Lacordaire, 1868
64. Phoracanthini Newman, 1840 EU
65. Phyllarthriini Lepesme and Breuning, 1956
66. Piesarthriini Mckeown, 1947
67. Piezocerini Lacordaire, 1868
68. Platyarthrini Bates, 1870
69. Plectogastrini Quentin and Villiers, 1969
70. Plectromerini Nearns and Branham, 2008
71. Pleiarthrocerini Lane, 1950
72. Protaxini Gahan, 1906
73. Prothemini Lacordaire, 1868
74. Psebiini Lacordaire, 1868 EU
75. Pseudocephalini Aurivillius, 1912 (1861)
76. Psilomorphini Lacordaire, 1868
77. Pteroplatini Thomson, 1861
78. Pyrestini Lacordaire, 1868
79. Rhagiomorphini Newman, 1841
80. Rhinotragini Thomson, 1861
81. Rhopalophorini Blanchard, 1845
82. Rosaliini Fairmaire, 1864 EU
83. Sestyrini Lacordaire, 1868
84. Smodicini Lacordaire, 1869
85. Spintheriini Lacordaire, 1869
86. Stenhomalini Miroshnikov, 1989 EU
87. Stenoderini Pascoe, 1867
88. Stenopterini Gistel, 1848 EU
89. Strongylurini Lacordaire, 1868
90. Tessarommatini Lacordaire, 1868
91. Thraniini Gahan, 1906
92. Thyrsiini Marinoni and Papp, 1984
93. Tillomorphini Pascoe, 1869
94. Torneutini Thomson, 1861
95. Trachyderini Dupont, 1836
96. Tragocerini Pascoe, 1868
97. Trichomesiini Aurivillius, 1912
98. Tropocalymmatini Lacordaire, 1868
99. Typhocesini Lacordaire, 1868
100. Unxiini Napp, 2007
101. Uracanthini Blanchard, 1853
102. Vesperellini Sama, 2008
103. Xystrocerini Blanchard, 1845